# محمد فوزير
محمد فوزير هو لاعب كرة قدم مغربي من مواليد 24 ديسمبر 1991 بمدينة الدار البيضاء، يشغل مركز لاعب وسط في نادي الرائد.
كان يمثل نادي الفتح الرباطي و إنتقل إلى نادي النصر في عام 2017 بعد حصوله على أفضل لاعب في البطولة العربية في مصر وأعير إلى نادي اتحاد طنجة في عام 2018 و اعير إلى نادي أحد مطلع عام 2019 و انتقل إلى نادي الرائد في صيف 2019 .

## روابط خارجية
- محمد فوزير على موقع قاعدة بيانات كرة القدم.إي يو (الإنجليزية)
- محمد فوزير على موقع ناشيونال فوتبول تيمز (الإنجليزية)
- محمد فوزير على موقع Soccerway.com (الإنجليزية)
- محمد فوزير على موقع عالم كرة القدم.نت (الإنجليزية)

- معلومات محمد فوزير على موقع نادي الفتح الرباطي
- معلومات محمد فوزير على موقع كووورة